# Valerie Alport
Valerie Alport, geborene Valerie Mankiewicz (* 23. Mai 1874 in Posen; † 11. Dezember 1960 in Marseille) war eine deutsche Kunstsammlerin und Mäzenin.

## Leben

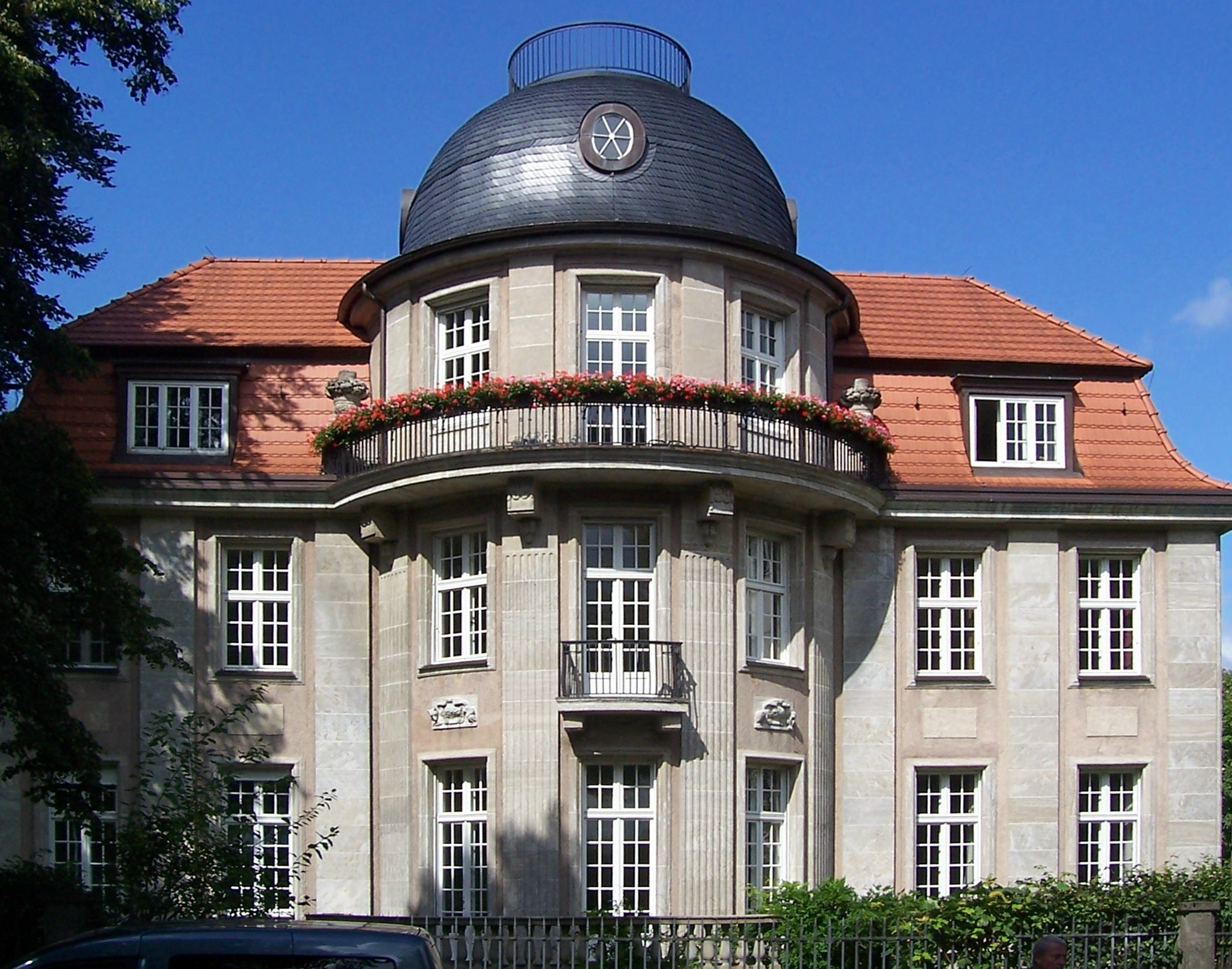
Die Troplowitz-Villa, von der Alsterseite aus gesehen

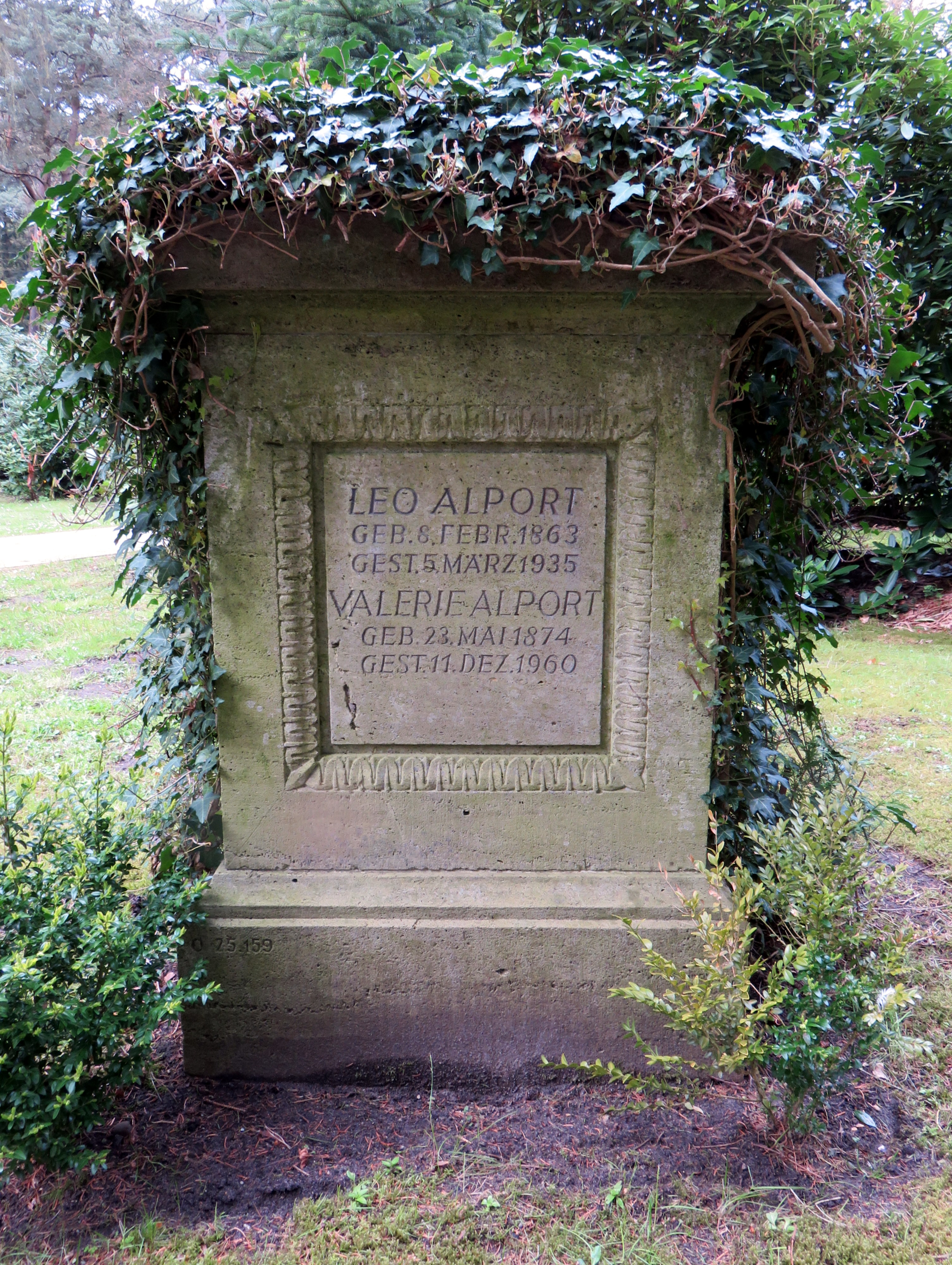
Grabstätte Alport am Weg zum Garten der Frauen auf dem Friedhof Ohlsdorf

Valerie Mankiewicz stammte aus einer assimilierten jüdischen Apothekerfamilie und war Cousine, später auch Schwägerin des mit ihrer Schwester Gertrud (1869–1920) verheirateten Oskar Troplowitz (1863–1918), der 1890 in Hamburg die Firma Beiersdorf übernahm. Auch sie siedelte, gemeinsam mit ihrem ebenfalls aus Posen stammenden Mann Leo Alport (1868–1935) nach Hamburg über und wurde Mitinhaberin des Konzerns. Leo Alport war bis zur Machtübernahme der Nationalsozialisten Aufsichtsratsvorsitzender bei Beiersdorf. Er starb 1935 in Großbritannien, da die Familie 1933 dorthin auswanderte. Das Ehepaar hatte zwei Kinder.
Vor dem Ersten Weltkrieg studierte Valerie Alport in Paris Kunstgeschichte und begann damit, eine Kunstsammlung aufzubauen. Sie lebte mit ihrer Familie ab 1921 in der Troplowitz-Villa, in der Agnesstraße 1, am Kopf der Außenalster in Hamburg-Winterhude, die sie von ihrer Schwester Gertrud († 1920) geerbt hatte und veranstaltete dort Konzerte und kulturelle Vorträge. Ab 1931 war sie Mitglied der GEDOK. 1937 emigrierte sie gemeinsam mit ihrem Sohn Eric Alport nach England. Ihre Kunstsammlung konnte sie ungehindert ausführen, da es sich vor allem um expressionistische Kunst handelte, die von den Behörden als wertlos erachtet wurde.
Nach dem Krieg litt Valerie Alport an Lungen- und Herzkrankheiten. Sie starb 1960 in Marseille, wurde aber auf dem Ohlsdorfer Friedhof in Hamburg nahe dem Garten der Frauen beerdigt.

## Die Kunstsammlung
Die Kunstsammlung von Valerie Alport umfasste insbesondere die Kunst der Moderne, darunter befanden sich unter anderem ein Selbstbildnis von Marc Chagall, ein Blumenstillleben von Vincent van Gogh, ein Akt von Henri Matisse und das Gemälde Dame in Blau von André Derain. Ein Hauptaugenmerk der Sammlung lag auf Künstlern der Hamburgischen Sezession.

### Bilder von Anita Rée
Ab den 1920er Jahren befreundete sich Valerie Alport mit der Malerin Anita Rée, unterstützte diese finanziell und kaufte zahlreiche ihrer Werke. Nach dem Suizid der Künstlerin 1933 erbte Alport zudem einen weiteren Teil der Bilder aus dem Nachlass der Künstlerin. Insgesamt besaß sie in den 1930er Jahren 85 Arbeiten von Anita Rée. Einen Teil dieser Bilder schenkte sie 1937 vor ihrer Emigration nach Oxford dem jüdischen Museum in Berlin. Nach der Zerstörung des Museums 1938 glaubte man, dass auch die Sammlung zerstört sei, doch fanden sich die Bilder nach Ende des Zweiten Weltkriegs im Keller der Reichskulturkammer wieder.

### Picassos Absinthtrinkerin
Nach der Beschlagnahme des Gemäldes Absinthtrinkerin (Buveuse assoupie) von Pablo Picasso im Zuge der Aktion „Entartete Kunst“ führte Valerie Alport als Erbfolgerin ihrer Schwester 1941 eine Klage sowohl gegen die Hamburger Kunsthalle, der das Werk von ihrer Schwester vermacht worden war, wie gegen die Galerie Fischer in Luzern, die den Auftrag hatte, das Bild zu versteigern. Sie berief sich darauf, dass das Gemälde, das von Oskar Troplowitz 1914 erworben worden war, von Gertrud Troplowitz explizit der Kunsthalle und damit der Hamburger Öffentlichkeit geschenkt worden war und das Deutsche Reich nicht das Recht hätte, dieses Geschenk zu veräußern. Die geplante Auktion konnte jedoch per Einstweiliger Verfügung nur vorübergehend ausgesetzt werden, letztendlich wurde es an Othmar Huber, den Präsidenten des Glarner Kunstvereins verkauft. Seit 1979 ist es im Kunstmuseum Bern ausgestellt.

## Ehrungen
Ihr Grab auf dem Ohlsdorfer Friedhof liegt im Zugangsbereich zum Garten der Frauen und ist in das veröffentlichte Andenken des betreuenden Vereins aufgenommen worden.
In Stephen Spenders Roman The Temple schildert dieser einen Aufenthalt im Hause Alport an der Agnesstraße in Hamburg und widmet mit der Figur von Frau Stockmann Valerie Alport ein Porträt.